# Terry Haass
Pour les articles homonymes, voir Haass.
Thérésa Goldman dite Terry Haass (1923-2016) est une artiste d’origine tchèque, naturalisée française en 1963.

## Biographie
Thérésa Goldman est née dans une famille juive le 17 novembre 1923 à Český Těšín en Tchécoslovaquie. En 1938, sa famille fuit l'antisémitisme et s'installe à Paris où elle fait des études d’art et d’histoire de l’art à Paris.
En 1941, elle fuit le nazisme et part s'installer à New York. Elle obtient une bourse d’étude de l'Arts Students's League, intègre l'Atelier 17 qu'elle dirigera en 1950 et enseigne les arts graphiques au Brooklyn College et au New York City College.
Elle revient vivre à Paris grâce à une bourse des fondations Fulbright et Woolley pour l'étude de la gravure. Elle décroche son diplôme d'archéologue en étudiant l'archéologie mésopotamienne à l’École du Louvre, ce qui l'amènera à participer à des campagnes de fouilles archéologiques au Moyen-Orient (Israël, Turquie, Liban, Afghanistan, Iran) entre 1954 et 1969. En 1963, Terry Haass est naturalisée française et devient assistante technique au CNRS.
À partir de 1971, elle se consacre entièrement à l'activité artistique.
Elle meurt le 1er mars 2016 à Paris et est enterrée au cimetière du Père-Lachaise (49e division).